# Max Gehlsen

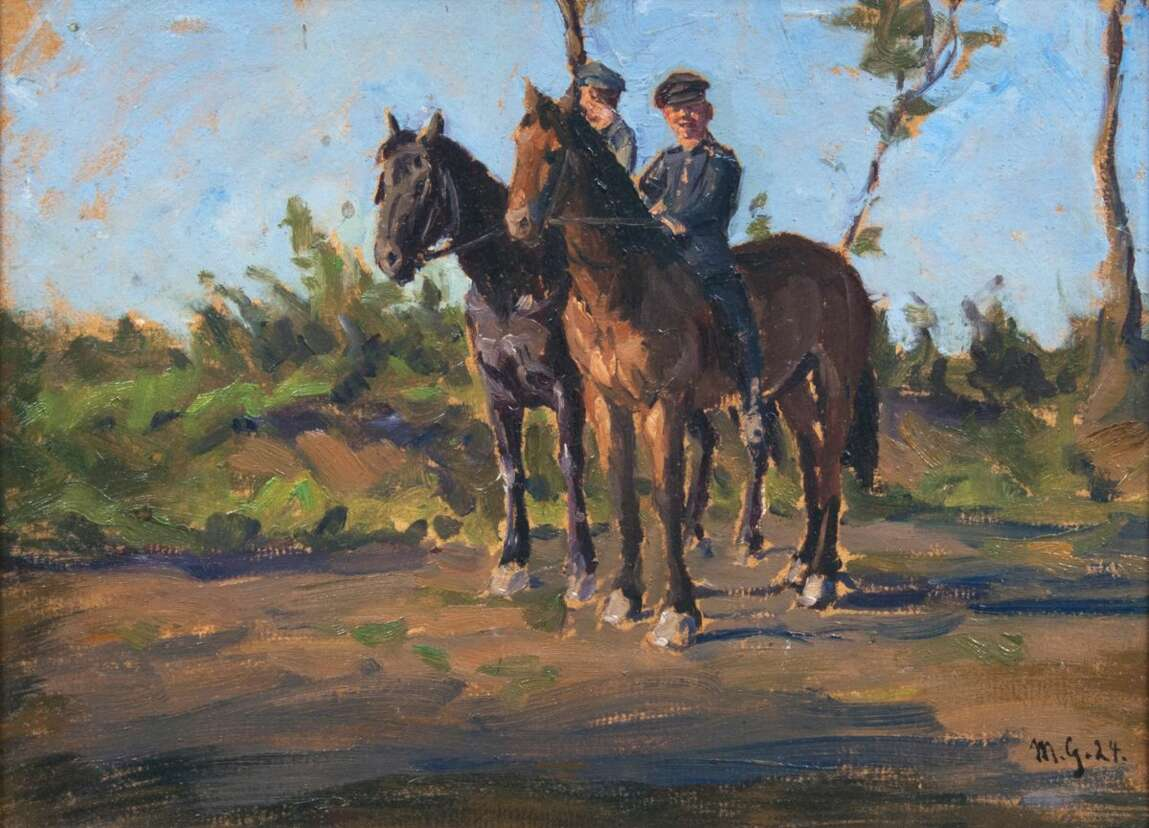
Max Gehlsen (Büttel/Elbe 1881 – Hamburg 1930). Reiter in Uniform Öl/Karton/Holz, 23 × 32 cm, rechts unten Monogramm und datiert M. G. 24.

Max Gehlsen (Max Georg Heinrich) (* 6. Mai 1881 Büttel; † 9. Mai 1930 Hamburg) war ein deutscher Maler und Musiker, der sich insbesondere als Landschaftsmaler und mit dokumentarischen Aquarellen des Stellungskriegs in Flandern betätigte. Bemerkenswert sind Farbbilder seiner musikbezogenen Synästhesie, die im Rahmen der Farbe-Ton-Forschung in Hamburg veröffentlicht und diskutiert wurden.

## Leben
Max Georg Heinrich Gehlsen absolvierte eine Ausbildung zum Maler an der Kunstgewerbeschule in Altona. Danach war er bis zum Beginn des Ersten Weltkriegs in Hamburg tätig. Am 9. August 1914 heiratete er Anna Schmidt in Horneburg (Niedersachsen).

## Als Maler im Ersten Weltkrieg

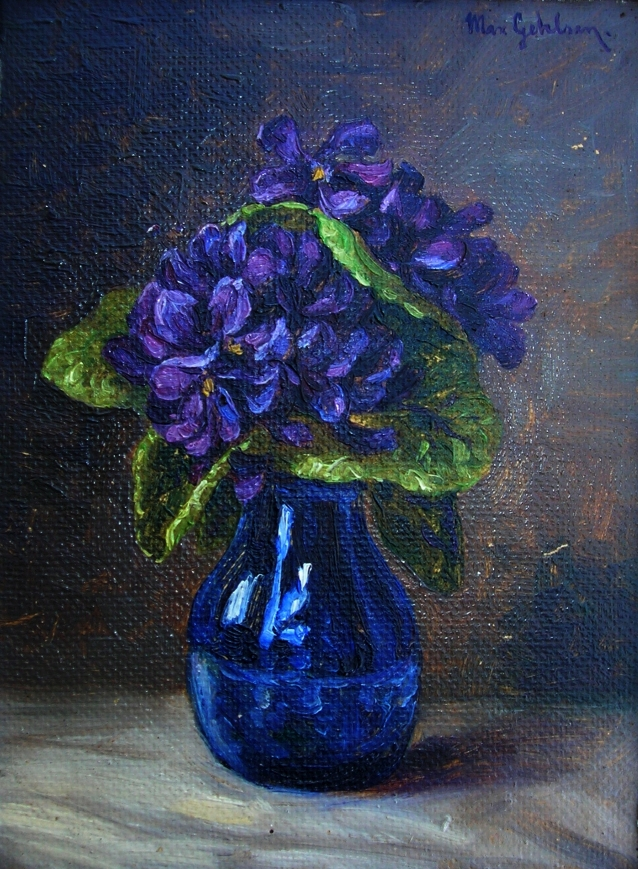
Max Gehlsen: Blumenstillleben, Öl auf Karton, signiert, o. J., Privatbesitz

Ende September 1914 wurde er zum Kriegsdienst eingezogen und am 23. Oktober an die Oise-Front verlegt, wo er fast ein Jahr lang zwischen Beuvraignes, Margny-aux-Cerises und Beaulieu-les-Fontaines stationiert war. Von November 1915 bis September 1916 kämpfte sein Regiment an der Front im Artois, ab November in Flandern. Als er im folgenden Jahr ins Artois zurückkehrte, wurde er nach eigenen Angaben mit Kampfgas verwundet.
Im Mai 1917 hielt er sich in Hamburg auf, wo er ein Porträt seiner Mutter malte.
Während seines Kriegsdienstes erstellte er zahlreiche Aquarelle. Sein Stil wird als postimpressionistisch bezeichnet. Dennoch sind die meisten Bilder realitätsnah und präzise. Vom 16. Februar bis zum 30. März 1919 stellte Gehlsen einige seiner Werke in der Hamburger Kunsthalle bei der „Juryfreie Ausstellung von Werken der aus dem Heeresdienst entlassenen bildenden Künstler Hamburgs und Umgegend“ aus. Die unverkauften Aquarelle wurden nach Gehlsens Tod vererbt. Diese Werke sind aufgrund ihres Detailreichtums von großem dokumentarischen Wert. Daher wurden sie 2009 vom Département Pas-de-Calais aufgekauft und werden in einer Online-Ausstellung in französischer Sprache präsentiert.

Max Gehlsen: Aus der Ouvertüre zu Don Giovanni (W.A. Mozart), Farbe-Ton Forschungen 1, Tafel1/1

## Synästhetische Malerei

Max Gehlsen: Teil des „Waldwebens“ aus „Siegfried“ (R. Wagner), Farbe-Ton Forschungen 1, Tafel3/3

Ende der 1920er Jahre wandte sich Max Gehlsen der Synästhetischen Malerei zu. Er erstellte dazu farbige Abbildungen musikalischer Passagen. Durch Kontakt zur Hamburger Farbe-Ton-Forschung konnte er seine synästhetische Wahrnehmung näher erläutern und der psychologischen Forschung zugänglich machen. Die veröffentlichte Fallbeschreibung zu Gehlsens synästhtischer Wahrnehmung umfasst 39 Seiten. Beim ersten Kongress der Farbe-Ton Forschung fand er für seine Musikbilder Aufmerksamkeit. Gehlsen stellte einige Werke bei der begleitenden wissenschaftlichen Ausstellung des Kongresses aus, die insgesamt etwa 2000 Bilder umfasste. Der Tagungsband enthält 15 Skizzen auf 5 Tafeln nach seinen Musikbildern. Den Bezug zur Musik bildete eigene Spielpraxis mit Geige und Klavier sowie eine Tätigkeit als Leiter eines Orchestervereins.
Max Gehlsen starb am 9. Mai 1930 in Altona. Ein Nachruf beschreibt Gehlsen als aktives Mitglied der Hamburger Forschungsgruppe, ein „geschickter, objektiver und stets hilfsbereiter Beobachter“.